# شهرستان جانستون (اکلاهما)
شهرستان جانستون، اکلاهما (به انگلیسی: Johnston County, Oklahoma) شهرستانی در ایالات متحده آمریکا است که در اکلاهما واقع شده‌است.

## خصوصیات
شهرستان جانستون ۱٬۷۰۵ کیلومترمربع مساحت دارد.